# Venatrix hickmani
Venatrix hickmani Framenau & Vink, 2001 è un ragno appartenente alla famiglia Lycosidae.

## Etimologia
Il nome proprio è in onore dell'aracnologo australiano Vernon Victor Hickman (1894-1984) per i suoi contributi all'aracnofauna australiana.

## Caratteristiche
L'olotipo maschile ha una lunghezza totale di 7,5mm: il cefalotorace è lungo 4,6mm, e largo 3,4mm.
Il paratipo femminile ha una lunghezza totale di 9,2mm: il cefalotorace è lungo 5,2mm, e largo 3,7mm.

## Distribuzione
La specie è stata reperita in Australia: nel Queensland e nel Nuovo Galles del Sud. Di seguito alcuni rinvenimenti:
1. l'olotipo maschile è stato rinvenuto su un prato del villaggio North Tamborine, presso il monte Tamborine, nel Queensland, nel giugno 1974.
2. un paratipo maschile nello stesso luogo e data dell'olotipo.
3. un esemplare maschile, uno femminile e due femminili con sacco ovigero fra il monte Gilles e il monte Lindesay, nel Nuovo Galles del Sud[1].

## Tassonomia
Appartiene al pictiventris-group insieme a V. pictiventris e V. allopictiventris.
Al 2021 non sono note sottospecie e dal 2001 non sono stati esaminati nuovi esemplari.